# Nishjørne
Nishjørne (dansk), Näshörn (tysk) eller  Neshörn (nordfrisisk) er den østlige spids af øen Før. Nishjørne er beligende cirka 4 kilometer nordnordøst for øens hovedby Vyk. Stedet har sit navn efter den tidligere, under en stormflod bortskyllede by Nissum. Nord for oddden ligger Boldiksum Fuglekøje fra 1879.